# Emilia Chopin
Emilia Chopin (Varsavia, 20 novembre 1812 – Varsavia, 10 aprile 1827) è stata la sorella più giovane del compositore polacco Fryderyk Chopin.

## Biografia
Il padre di Emilia, Nicolas Chopin, era un francese originario della Lorena emigrato in Polonia nel 1787, all'età di sedici anni. Nicolas fu insegnante per i figli dell'aristocrazia polacca e, nel 1806, sposò Justyna Krzyżanowska, imparentata con gli Skarbeks, una delle famiglie per i quali egli lavorò.
Da bambina Emilia, dotata di notevole sensibilità poetica, mostrava talento letterario e artistico; già molto gracile, ben presto si ammalò, colpita da numerose crisi di emottisi morì all'età di 14 anni per tubercolosi.
Insieme a suo fratello Fryderyk nel 1824, per l'onomastico del padre, fu l'autrice di una commedia in un atto in rima, Omyłka, czyli mniemany filut (L'errore, o gli apparenti furbacchioni).
Poco prima della sua morte Emilia aiutò sua sorella Ludwika a tradurre e adattare un romanzo tedesco di Christian Gotthilf Salzmann, pubblicato in polacco nel 1828 come Ludwik i Emilka (Luigi ed Emilia).
La morte di Emilia gettò nello sconforto tutta la famiglia che era molto unita; la madre Justyna da allora non smise più di portare il lutto e il giovane Fryderyk fu mandato in campagna dalla madrina per tentare di distrarlo. La prematura scomparsa della sorella colpì profondamente il musicista e non si può escludere che abbia influito sulla composizione della sua Marcia funebre in Do minore op. 72 n. 2, scritta nel 1827, opera pervasa da intenso dolore.